# Fərhad Əhmədov
Fərhad Teymur oğlu Əhmədov (ryska: Фархад Тимурович Ахмедов; svensk transkribering: Farchad Timurovitj Achmedov), född 15 september 1955 i Baku i Azerbajdzjanska SSR i Sovjetunionen, är en azerisk-rysk affärsman och oligark.
Han inledde sin yrkeskarriär med att sälja ryska sobeldjur på Londons råvarubörs för jordbruk. År 1987 grundade han Tansley Trading, som sålde utrustning till ryska företag inom branschen för naturgas. År 1993 blev han minoritetsägare i petroleumbolaget Nortgas. Fem år senare köpte han ut det amerikanska energiföretaget Bechtel Energy, som ägde 44 procent, och tog kontrollen av Nortgas. År 2012 sålde han 49 procent av företaget till ryska Novatek, som kontrolleras av två andra oligarker i Gennadij Timtjenko och Leonid Michelson, för 1,4 miljarder amerikanska dollar.
Den amerikanska ekonomitidskriften Forbes rankade Əhmədov som världens 2 194:e rikaste med en förmögenhet på 1,4 miljarder dollar för den 29 september 2021.
Əhmədov äger megayachten Luna, som han köpte av Roman Abramovitj för 360 miljoner dollar år 2014. Han lät renovera megayachten för ytterligare 50 miljoner dollar. Mellan 2003 och 2021 var han i rättslig process mot sin före detta fru Tatjana Achmedova som ansökte om skilsmässa i brittisk domstol 2003. Han själv hävdade att de skilde sig redan år 2000 men äktenskapet upplöstes officiellt i slutet av 2014. I slutet av 2016 fastslog High Court of Justice i Storbritannien att Əhmədovs före detta fru var berättigad till 41,5 procent av Əhmədovs tillgångar, vilket motsvarade 453 miljoner brittiska pund, något som Əhmədov vägrade att betala. I oktober 2017 anlände hans megayacht Luna till hamnen Mīnā' Rāshid i Dubai i Förenade arabemiraten och där blev den beslagtagen av emiratiska myndigheter. I april 2018 beslutade High Court att megayachten skulle ingå i skilsmässouppgörelsen och att Əhmədovs globala tillgångar skulle frysas tills att skilsmässouppgörelsen var betald. I november ansåg en shariadomstol i Dubai att det brittiska domstolsbeslutet var ej korrekt och gick på Fərhad Əhmədovs linje. Megayachten släpptes av emiratiska myndigheter i mars 2019. I april 2020 beordrade High Court att deras son Temur Akhmedov skulle betala 75 miljoner pund till Tatjana Achmedova för att ha hjälpt Fərhad Əhmədov att undangömma tillgångar, som ingick i skilsmässouppgörelsen. I augusti gav emiratet Dubais kassationsdomstol sitt slutliga utlåtande och ansåg att Tatjana Achmedova hade ingen rätt att ta megayachten ifrån hennes före detta make. I juli 2021 kom Fərhad Əhmədov och Tatjana Achmedova överens om en förlikning på 100 miljoner pund i pengar och 50 miljoner pund i konst.